# Paweł Tyszkowski
Paweł Tyszkowski herbu Gozdawa (ur. 1856, zm. 17 września 1920) – poseł Sejmu Krajowego Galicji VI, VII, VIII i X kadencji, jak również poseł Rady Państwa VIII, IX i X kadencji, ostatni właściciel Grabownicy Starzeńskiej.

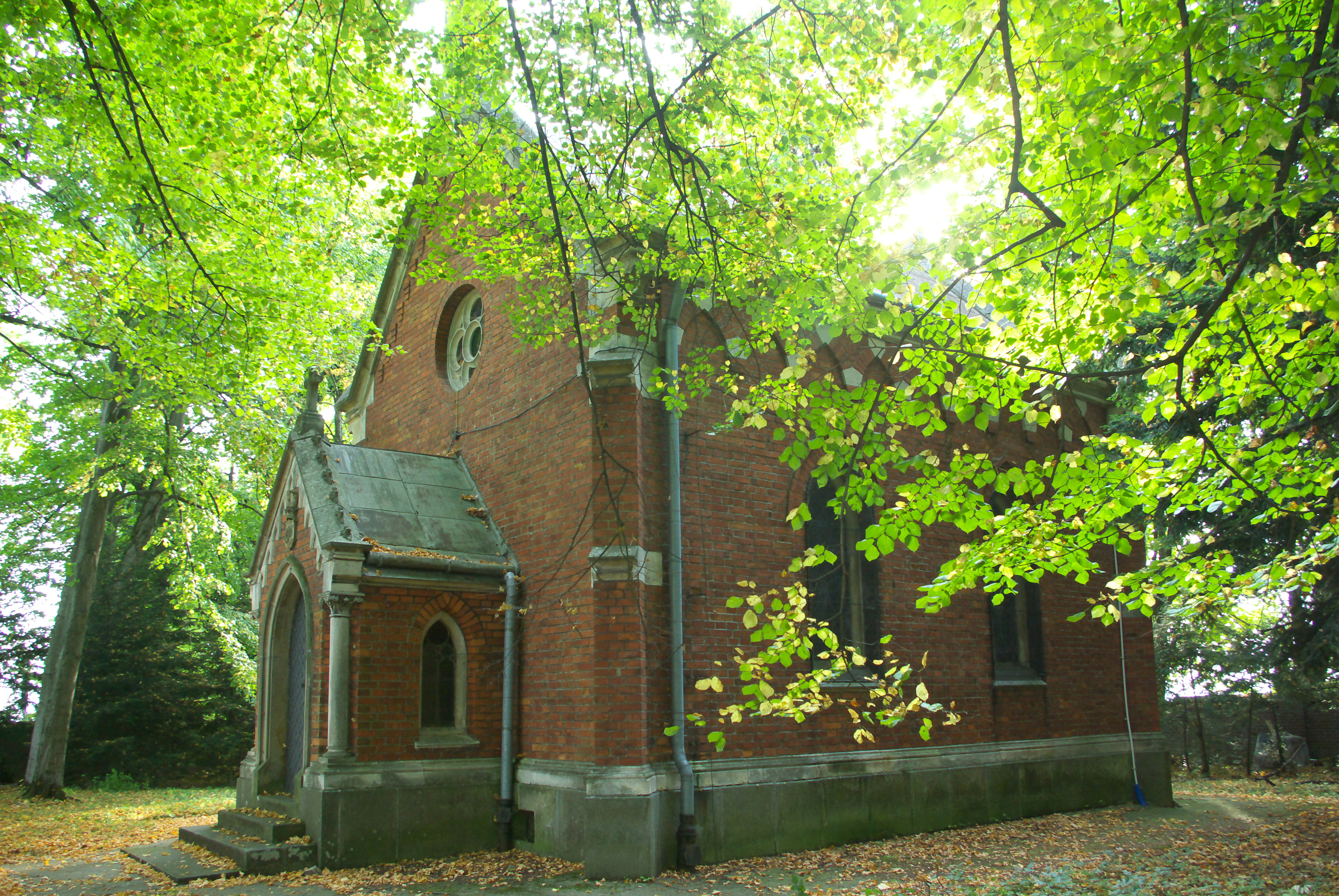
Kaplica grobowa Tyszkowskich

## Życiorys
Pochodził z Huwnik. Był nieślubnym synem Antoniego Tyszkowskiego i kobiety o nazwisku Szylak; adoptowany przez ojca w 1865.
Na przełomie XIX/XX wieku jego dobra majątkowe obejmowały m.in. Huwniki, Rybotycze, Posadę Rybotycką, Cisową, Łomną, Krajną, Łodzinkę Dolną, Bolestraszyce i Wołkowyję oraz Lalin, Grabownicę Starzeńską, Pakoszówkę, Srogów Dolny. Według stanu z początku 1906 Paweł Tyszkowski posiadał trzy obszary dworskie na obszarze powiatu sanockiego.
W 1896 wraz z Władysławem Nowackim z Krecowa otrzymał od C. K. Ministerstwa Kolei koncesję na budowę kolei z Niżankowic przez Huwniki, Rybotycze, Trzcianiec, Kreców, Mrzygłód w połączeniu z Sanokiem.
Ożenił się 11 maja 1899 w Wiedniu z Henryką Fredro (ur. 13.01.1877), córką Stefana Jacka Fredry (zam. Podliski, Підліски, obecnie Ukraina), syna Henryka Fredry (brat Aleksandra Fredry), lecz nie posiadali potomstwa.
W swoim testamencie z 19 października 1912 oddał swoje dobra obejmujące 18 miejscowości Polskiej Akademii Umiejętności.  Zmarł w 1920 i został pochowany w rodzinnej kaplicy grobowej w Kalwarii Pacławskiej, położonej obok tamtejszego klasztoru franciszkanów, którą budował w latach 1896–1906. Rodzina Tyszkowskich była fundatorami kilku kaplic i ich wyposażenia w Kalwarii Pacławskiej.
Jego żona ponownie wyszła za mąż, za jego przyjaciela - Ludwika Przysieckiego, który sprawował zarząd nad jego dobrami przekazanymi na mocy testamentu Polskiej Akademii Umiejętności. Zmarła po długiej i ciężkiej chorobie 22 lutego 1931 w Huwnikach i została pochowana w kaplicy grobowej rodziny Tyszkowskich w Kalwarii Pacławskiej.
Ludwik Przysiecki z powodu anginy zmarł 9 stycznia 1934 w Huwnikach i został pochowany na cmentarzu w Kalwarii Pacławskiej niedaleko kaplicy grobowej rodziny Tyszkowskich.

## Literatura
- Stanisław Grodziski: Sejm Krajowy Galicyjski 1861-1914, Wydawnictwo Sejmowe, Warszawa 1993, ISBN 83-7059-052-7